# Orožen
Orožen [oróžən] je priimek več slovenskih osebnosti:
- Andrej Orožen, visokotehnološki podjetnik
- Božena Orožen (1929–2025), slavistka, rusistka, književna zgodovinarka in publicistka, hči Janka O.
- Fran Orožen (1853–1912), planinec, geograf in zgodovinar
- Ignacij Orožen (1819–1900), duhovnik in zgodovinar
- Janko Orožen (1891–1989), zgodovinar in šolnik, oče Božene Orožen
- Janko Orožen (1897–1993),
- Marjan Orožen (1930–2015), politik
- Martina Orožen (1931–2025), jezikoslovka, zgodovinska slovenistka, univ. profesorica
- Milan Orožen Adamič (1946–2018), geograf in diplomat
- Valentin Orožen (1808–1876), duhovnik in pesnik